# Torraye Braggs
Pour les articles homonymes, voir Braggs (homonymie).
Torraye Braggs, né le 15 mai 1976, à Fresno, en Californie, est un joueur américain de basket-ball. Il évolue au poste d'ailier fort-Pivot.

## Palmarès
- Champion de Lettonie 2007